# 北鎮岳
北鎮岳（ほくちんだけ）は、北海道の上川郡上川町と上川郡東川町にある標高2,244mの山である。北海道百名山及び北海道の百名山に選定されている。

## 概要
石狩山地を構成する表大雪の大雪火山群の一峰で、南部は御鉢平カルデラが形成され有毒温泉が湧出している。標高は旭岳に次いで北海道で2番目に高い。残雪期には「白鳥」「千鳥」と呼ばれる雪渓の模様が現れ、黒岳からその雪渓模様を望むことができる。桂月岳の山名の由来にもなっている大町桂月は大正12年に発行された『文豪』にて「高さは旭岳が第一にて、北鎮が第二なるが、位置より見て、北鎮岳が大雪連峰の盟主也」と記している。山名は「北の鎮台」が語源で、旭川の第七師団があったことを意味している。
登山口は愛山渓温泉や黒岳ロープウェイ、旭岳ロープウェイなど様々あり、どのルートをとっても大雪山頂上部の山々を楽しみながら登ることができる。層雲峡温泉を起点とする黒岳側のルートは1923年に旭岳までの登山ルートとして開拓された。